# Burgstall Bildhausen
Der Burgstall Bildhausen ist eine abgegangene mittelalterliche Höhenburg auf 333 m ü. NN im gemeindefreien Forst Bildhausen etwa 150 Meter östlich des Klosters Maria Bildhausen bei Münnerstadt im Landkreis Bad Kissingen in Bayern.
Von der möglicherweise nicht fertiggestellten Burg zeugen noch ein Graben und mehrere Wälle um eine 75 mal 40 Meter große Anlage.  